# Mario Lattes
Mario Lattes (Torino, 25 ottobre 1923 – Torino, 28 dicembre 2001) è stato un pittore, scrittore e editore italiano.

## Biografia
(Mario Lattes, "Scheda" autobiografica )
Nato a Torino il 25 ottobre 1923 in una famiglia ebraica, è stato un personaggio di spicco nel mondo culturale del capoluogo piemontese del secondo dopoguerra e del nostro passato prossimo. Ebreo laico, uomo solitario e complesso, la sua arte risente delle vicende e della psicologia di questo popolo: umorismo amaro e sarcastico, pessimismo e lontananza.
Durante il periodo bellico sfugge alle leggi razziali e si unisce alle truppe alleate in qualità di interprete. Dopo la seconda Guerra mondiale dirige la Lattes Editori, fondata dal nonno Simone Lattes, una tra le più importanti case editrici nel settore dell'editoria scolastica, ma che propone anche opere di autori in seguito molto noti ma allora sconosciuti in Italia, quali, Simone Weil, Theodor Adorno e molti altri. Nel 1960 si laurea all'Università di Torino con il professor Walter Maturi, discutendo una tesi in storia contemporanea sul Ghetto di Varsavia. Collabora con scritti e disegni a "Il Mondo", a "La Fiera Letteraria" e alla "Gazzetta del Popolo". Con un gruppo di amici (Vincenzo Ciaffi, Albino Galvano e Oscar Navarro) nel 1953 fonda la rivista "Galleria Arti e Lettere", che dal 1954 fino al 1960 sarà pubblicata con il titolo Questioni, diventando una rivista di alto livello culturale che annovera tra i suoi collaboratori e autori dei testi molti delle più importanti personalità del periodo tra le quali Nicola Abbagnano, Edoardo Sanguineti, Pietro Citati, Theodor Adorno, Elémire Zolla, Giovanni Arpino, Carlo Mollino, Angelo Del Boca e molti altri.
Tra il 1959 e il 1985 pubblica diversi romanzi e racconti, tra cui: La stanza dei giochi (Ceschina, 1959), Le notti nere (Lattes, 1960), Il borghese di ventura (Einaudi, 1975; Marsilio, 2013), L’incendio del Regio (Einaudi, 1976; Marsilio, 2011), L’amore è niente (Editore La Rosa, 1985), Il castello d’acqua (Aragno, 2004) postumo. Memoria e identità sono i temi di cui sono fatti i romanzi di Mario Lattes, che sono sempre opere autobiografiche, scritte con sensibilità profondamente surreale ed epico senso dell’inconcludenza umana. Sopravvive però sempre l’ironia. Nel libretto Fine d'anno, pubblicato nel 1972 in 150 copie, sono raccolte alcune poesie di Lattes che ripropongono i temi centrali della sua riflessione e della sua ossessione: la nostalgia per ciò che si è dovuto lasciare, che non c'è più se non nella memoria, il male assoluto, la morte e la natura, l'amore che passa crudelmente, l'esilio. Nel 2015 ha visto la luce Il Ghetto di Varsavia, tesi di Laurea di Mario Lattes pubblicata per la prima volta, dopo 55 anni dalla sua stesura, da Edizioni Cenobio, a cura del professor Giacomo Jori. Il libro è stato presentato la prima volta in occasione della Giornata della Memoria, il 27 gennaio 2015, all’Istituto Italiano di Cultura di Varsavia da Caterina Bottari Lattes, Giacomo Jori, Dario Disegni e Pietro Montorfani, La Tesi è un libro ritrovato, il più completo e ampio saggio sul Ghetto di Varsavia scritto da un autore italiano. Mario Lattes approfondì per questo lavoro le più importanti pubblicazioni internazionali sul tema, intervistò testimoni dell’immane genocidio e condusse personali ricerche presso gli Archivi di Varsavia. È il frutto maturo dell’impegno di un intellettuale e artista poliedrico.
Del 1947 è la sua prima mostra alla galleria La Bussola di Torino, a testimonianza delle maturate esperienze artistiche. Negli anni Cinquanta allestisce personali a Torino, Roma, Milano e Firenze e partecipa con successo a due edizioni della Biennale di Venezia. Segue una regolare attività espositiva in tutta Italia.
"La sua opera pittorica dopo un iniziale periodo, è sempre stata figurativa, con valenze visionarie e fantastiche", tale da evocare illustri discendenze, da Gustave Moreau a Odilon Redon a James Ensor. La pittura, le incisioni e i romanzi sono legati da un forte filo di comunanza, talvolta anche nella scelta di soggetti identici, trasfigurati dalla diversità dei mezzi espressivi. Il suo lavoro pittorico e la sua attività culturale sono stati oggetto di numerose mostre personali (dopo quella prima del 1947 alla galleria la Bussola di Torino), tra le quali vanno ricordate almeno quelle curate da Vittorio Sgarbi nel 1988 nelle gallerie Don Chisciotte a Roma e Davico a Torino. Dopo la sua scomparsa, importanti istituzioni gli hanno dedicato antologiche e retrospettive: in particolare, la grande rassegna Mario Lattes. Di me e d’altri possibili, curata da Marco Vallora, presso l’Archivio di Stato di Torino nel 2008, che ben ha messo in luce i diversificati interessi dell’artista e i molteplici aspetti della sua intensa ricerca, quella del 2011 (a dieci anni dalla scomparsa) alla galleria del ponte a Torino a cura di Mario Galli, quella che la Galleria SVU Diamant e L'istituto italiano di cultura di Praga dedicano alla sua opera nel 2014 intitolata "Mario Lattes tra pittura e letteratura" dove oltre a 30 opere pittoriche vengono esposti molti documenti dell'autore. Tra la fine del 2014 e i primi mesi del 2015 a cura di Ettore Ghinassi l'omonima fondazione Bottari Lattes propone una mostra intitolata "La pittura dimenticata. Mario Lattes e l'Informale in Italia, tra gli anni '50 e '60" sul periodo informale di Mario Lattes accostato ai maggiori artisti informali del periodo. Va inoltre ricordata la mostra che la Fondazione Peano gli dedica dal titolo "Mario Lattes – Figure, teatrini e marionette" a fine 2015 a cura di Roberto Cavallera. La mostra Mario Lattes: Antologia personale, curata da Vincenzo Gatti al Palazzo della Banca d'Alba, tra ottobre e novembre del 2016 ad Alba, ha evidenziato nuovamente l'interesse che questo pittore suscita nel pubblico contemporaneo.
Ha partecipato alla Esposizione internazionale d'arte di Venezia del 1958  e alla V, VIII e IX Quadriennale di Roma.
Molte sue opere (oltre 50) sono conservate nella Fondazione Bottari Lattes di Monforte d'Alba (Cuneo), nata nel 2009, che "si occupa di promuovere la conoscenza dell'intera produzione di questo importante artista e animatore culturale". Il fondo librario personale di Mario Lattes che consta di oltre 4000 volumi, in parte annotati, è conservato presso la Fondazione Bottari Lattes. Il catalogo, in continuo aggiornamento, è consultabile sull’Opac.

## Riconoscimenti
Il Comune di Torino gli ha intitolato l'area verde di Piazza Maria Teresa, nel quartiere Borgo Nuovo, in data 11 maggio 2017, con cerimonia pubblica.

## Opere

### Narrativa e poesia
- Poesie e cinque disegni, Edizioni d'arte Fiumara, Milano, 1949.
- La stanza dei giochi, Cescina, Milano 1959.
- Le notti nere, Lattes, Torino, 1960.
- Fine d'anno, Bona, Torino, 1972.
- Il borghese di ventura, Einaudi, Torino 1975; Marsilio, Venezia, 2013.
- L'incendio del Regio, Einaudi, Torino 1976; Marsilio, Venezia, 2011.
- L'amore è niente, La rosa, Torino, 1985.
- Il castello d'acqua, Aragno, Torino, 2004.
- Il Ghetto di Varsavia, Cenobio, Lugano, 2015.